# Sakurajima
Sakurajima (桜島 (Anh Đảo) n.đ.: Đảo hoa anh đào) là một núi lửa dạng tầng còn hoạt động và là một hòn đảo trước đây ở tỉnh Kagoshima, thuộc đảo Kyushu, Nhật Bản. Các dòng dung nham của vụ phun trào năm 1914 nối nó với bán đảo Osumi.
Các hoạt động núi lửa vẫn tiếp tục, thả tro núi lửa xuống môi trường xung quanh. Các vụ phun trào trước đó đã tạo nên một cao nguyên cát trắng trong vùng. Vụ phun trào gần đây nhất bắt đầu vào ngày 2 tháng 5 năm 2017. Vào ngày 13 tháng 9 năm 2016, một nhóm chuyên gia từ Đại học Bristol và Trung tâm nghiên cứu núi lửa Sakurajima ở Nhật cho biết núi lửa có thể phun trào lớn trong vòng 30 năm.
Sakurajima có ba đỉnh núi, Kita-dake (đỉnh cao phía Bắc), Naka-dake (đỉnh cao trung tâm) và Minami-dake (đỉnh phía Nam) đang hoạt động.
Kita-dake là đỉnh cao nhất của Sakurajima, cao 1.117 m (3.665 ft) so với mực nước biển. Núi này nằm ở một phần của Vịnh Kagoshima được gọi là Kinkō-wan. Bề mặt của bán đảo núi lửa này có chu vi khoảng 77 km2 (30 sq mi).

## Lịch sử

### Lịch sử địa chất

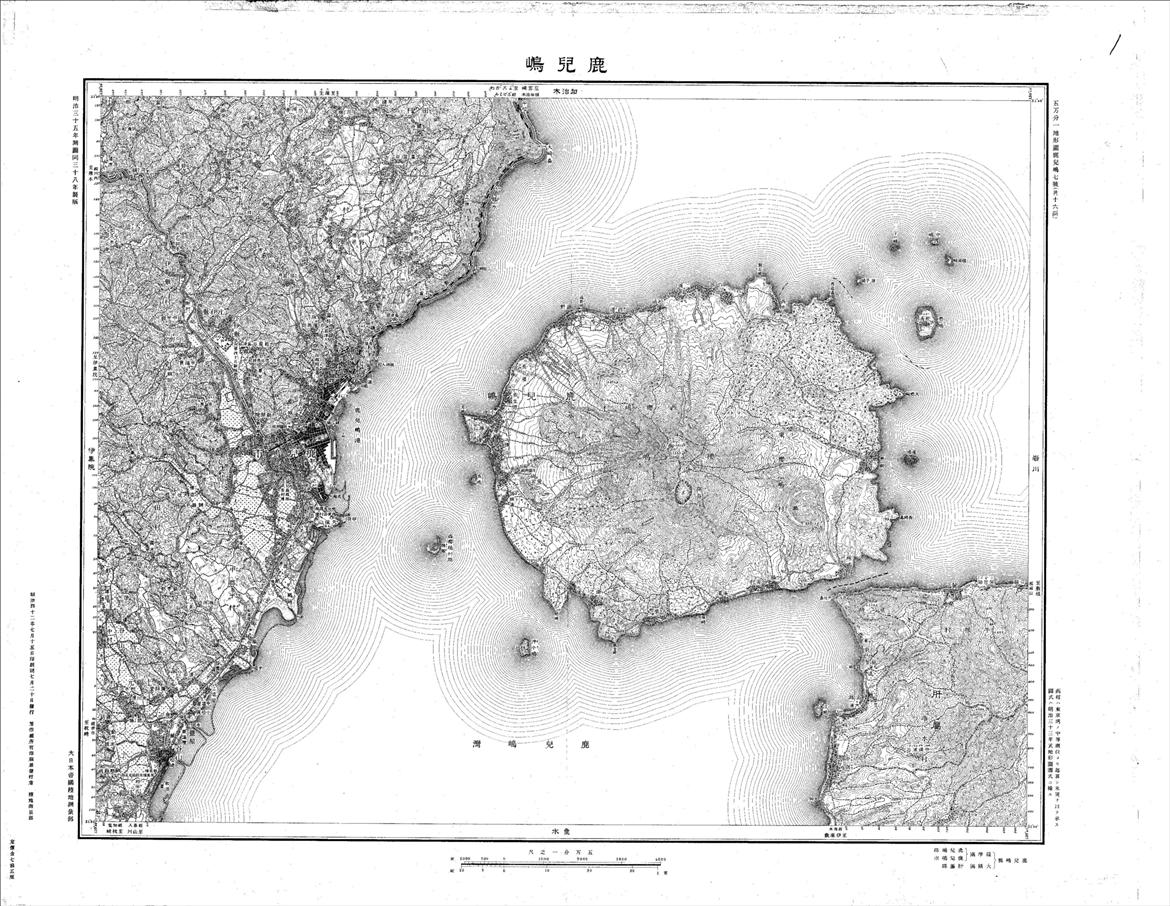
Một bản đồ của Sakurajima năm 1902, cho thấy nó như một hòn đảo khác biệt.

Sakurajima nằm trong một hõm chảo núi lửa khổng lồ và hình thành trong một vụ phun trào to lớn cách đây 22.000 năm. Vài trăm kilomet khối tro và đá bọt đã bị đẩy ra, làm cho buồng magma bên dưới các lỗ thông khí phun ra sụp đổ. Kết quả hõm chảo hình thành trên 20 km (12 dặm). Tephra rơi xuống khoảng 1.000 km (620 mi) từ núi lửa. Sakurajima là một lỗ thông hơi hoạt động hiện đại của cùng một hõm chảo núi lửa khổng lồ.
Sakurajima được hình thành bởi hoạt động sau này trong hõm chảo núi lửa, bắt đầu khoảng 13.000 năm trước . Nó nằm cách trung tâm của miệng núi lửa khoảng 8 km (5 dặm). Vụ phun trào đầu tiên của nó trong lịch sử ghi lại xảy ra vào năm 963. [3] Hầu hết các vụ phun trào của nó là strombolian, chỉ ảnh hưởng đến các khu vực thượng đỉnh, nhưng các vụ phun trào Plini lớn hơn đã xảy ra trong 1471-1476, 1779-1782 và 1914.
Hoạt động núi lửa ở Kita-dake đã kết thúc khoảng 4.900 năm trước: các vụ phun trào tiếp theo đã được tập trung vào Minami-dake. Từ năm 2006 hoạt động tập trung vào miệng núi lửa Showa, về phía đông của đỉnh Minami-dake.